# ㇹ
「ㇹ」は小書き片仮名の「ホ」であり、アイヌ語で使用される仮名のひとつである。前の音と組み合わせ1モーラを形成する。通常は日本語では使用されない。
主に樺太アイヌ語で使用され、前の音がお段で後にhの後が発音される場合に使用される。

## ㇹに関わる諸事項
- アイヌ語に対応する目的で、JIS X 0213で追加された仮名の一つである。
- 1923年にバーナム・クース・スティックニーにより作られたキーボード配列のカナタイプにはこの文字が含まれている。